# Sphenacodon
A Sphenacodon a fosszilis emlősszerűek (Synapsida) osztályának Pelycosauria rendjébe, ezen belül a Sphenacodontidae családjába tartozó nem.

## Tudnivalók
A Sphenacodon a késő karbon és a kora perm (vagy ciszuráli) korszakokban élt, körülbelül 300-280 millió évvel ezelőtt. E nembéli fajok maradványait az észak-amerikai Új-Mexikóban, valamint a Utah és Arizona közé eső határtérségben találták meg.
Közeli rokonságban áll a nála jóval közismertebb Dimetrodonnal. A Sphenacodonnak a hátgerince mentén is volt kiemelkedés a meghosszabbodott csigolyákból, azonban ezek nem nőtték ki magukat vitorlaszerűvé, mint a Dimetrodon esetében. A kutatók eddig, csak két fajt azonosítottak pontosan: a 3 méteres Sphenacodon ferocior-t és a 2 méteres Sphenacodon ferox-ot.
A Dimetrodon és a Sphenacodon meglehet, hogy sohasem találkozott, mivel elterjedési területeik között egy Hueco nevű vízi út, beltenger feküdt. A Sphenacodonnak a legfőbb tápláléka a Diadectidae családbeliek lehettek. Ez az emlősszerű nem hamarább kihalt, mint közismertebb rokona; mindkettőjüket a jóval fejlettebb és emlősszerűbb therapsidák váltották fel.

## Rendszerezés
A nembe az alábbi 2-3 faj tartozik:
- Sphenacodon ferocior Romer, 1937
- Sphenacodon ferox Marsh, 1878 – típusfaj
- Sphenacodon(?) britannicus (Huene, 1908) = „Oxyodon” britannicus

## Képek

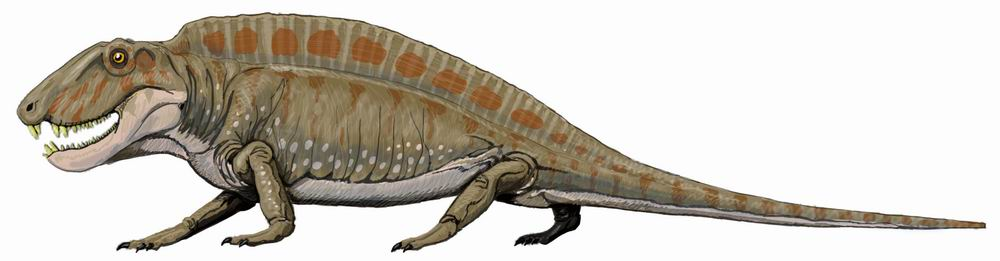
Rajz a Sphenacodon ferocior-ról
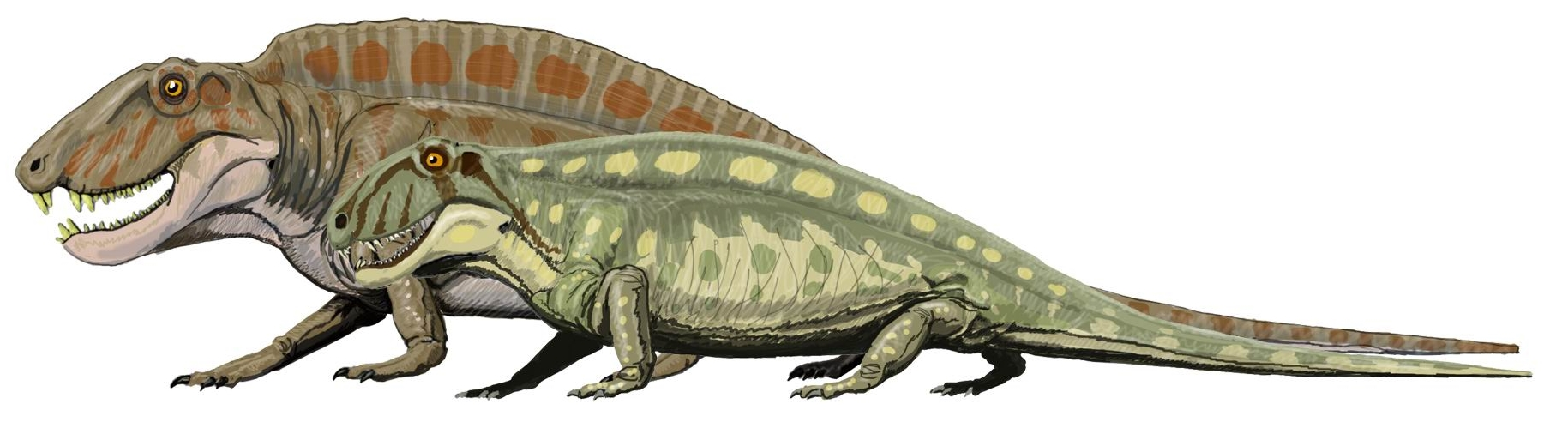
A nagyobbik ''S. ferocior, a kisebbik S. ferox
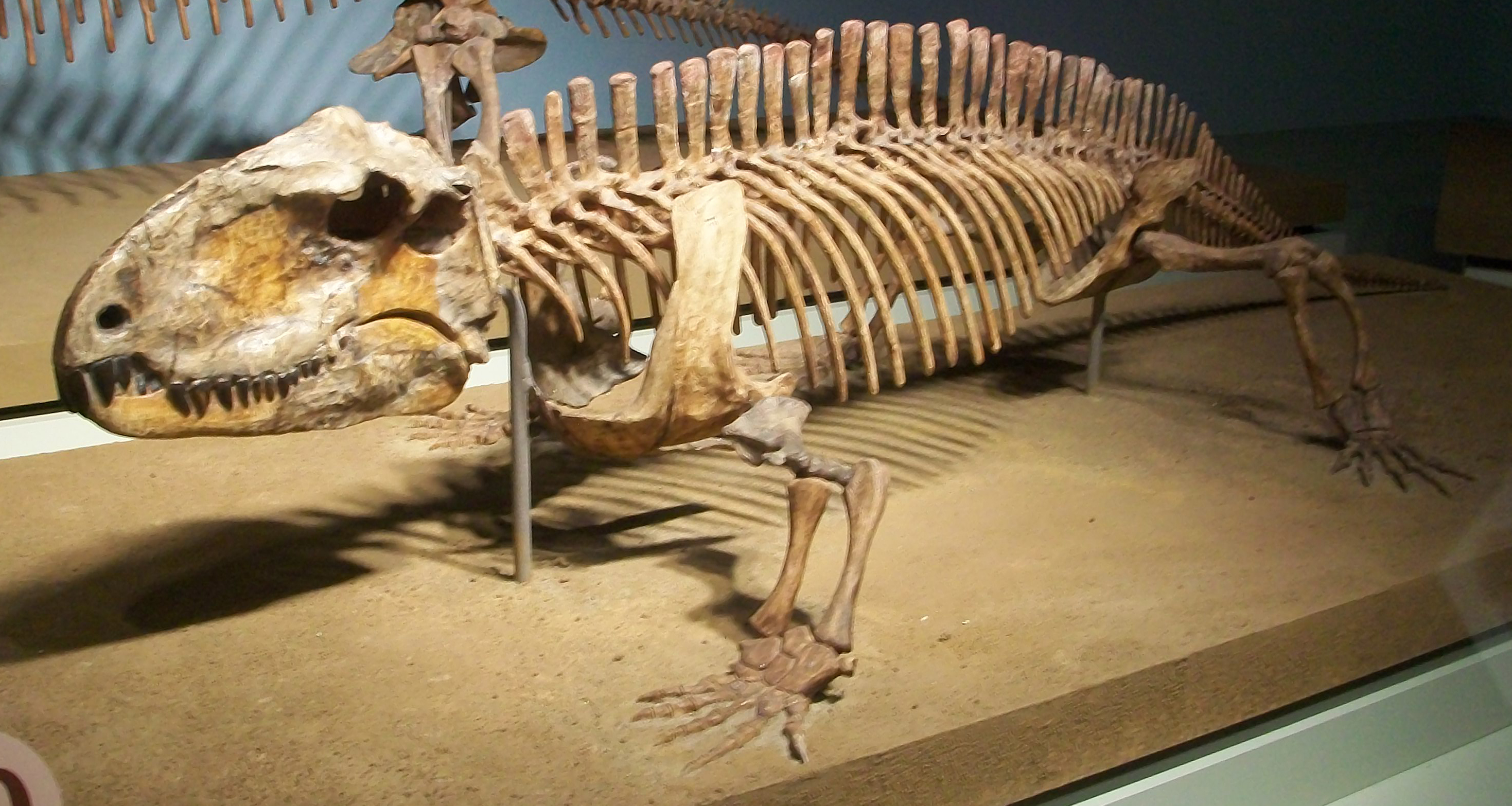
S. ferox csontváz
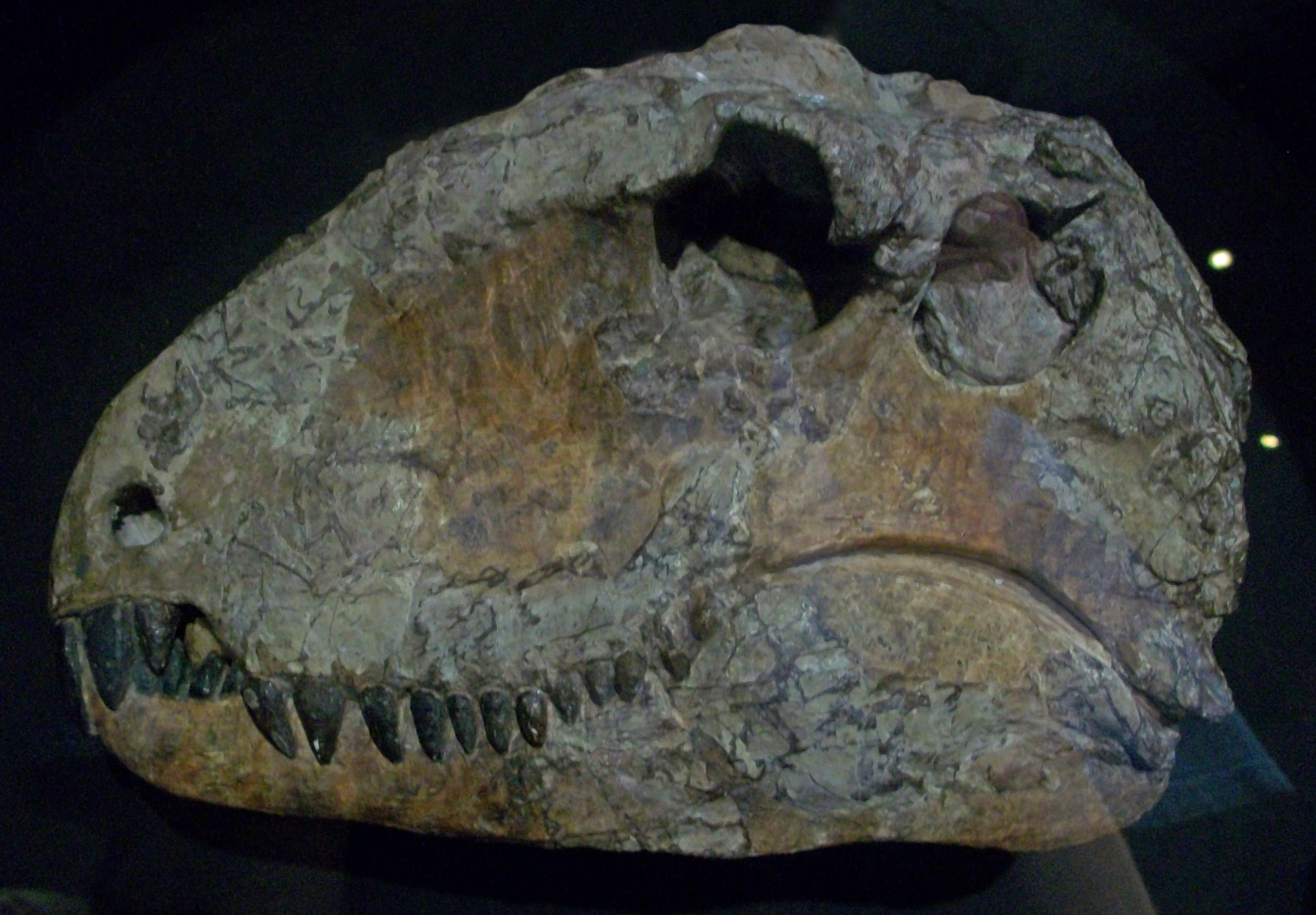
S. ferox koponya
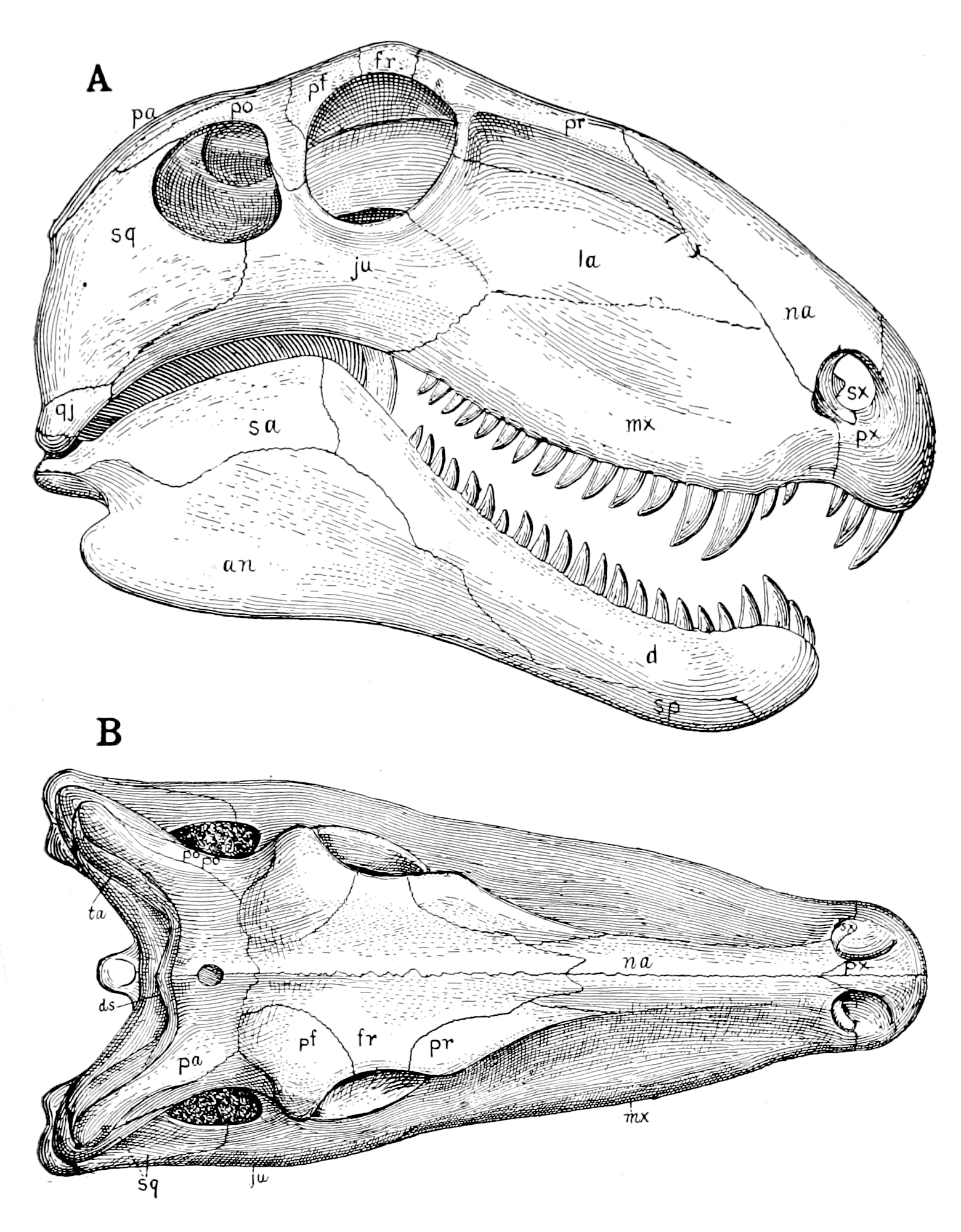
Régi rajzok az állat koponyájáról és állkapcsáról

### Fordítás
- Ez a szócikk részben vagy egészben  a   Sphenacodon című angol Wikipédia-szócikk ezen változatának fordításán alapul.  Az eredeti cikk szerkesztőit annak laptörténete sorolja fel. Ez a jelzés csupán a megfogalmazás eredetét és a szerzői jogokat jelzi, nem szolgál a cikkben szereplő információk forrásmegjelöléseként.